# ئی‌ام‌دی دی‌دی۳۵ای
ئی‌ام‌دی دی‌دی۳۵ای (انگلیسی: EMD DD35A) یک لوکوموتیو دیزلی ساخت شرکت الکترو-موتیو دیویژن بوده است.
این لوکوموتیو که در سال ۱۹۶۵ تولید می‌شده دارای ۱۶ سیلندر و ۵۰۰۰ اسب بخار توان خروجی بوده است.